# Per Svensson (grafiker)
Per Knut Einar Svensson, född 30 november 1935 i Lund, död 1 augusti 2016 i Hyllie distrikt i Malmö, var en svensk grafiker.
Per Svensson utbildades på Grafikskolan Forum, Malmö, under Bertil Lundbergs ledning. Svensson arbetade främst i en blandning av mjuk- och hårdgrundsetsning, flatbitning och akvatint. Han blev i början känd genom sina bilder med gräshoppor och vårtbitare, som ofta har dominerat hans bildvärld. Dessa djur och kringliggande vegetation är inte alltför sällan förpassade till Roms ruiner och byggnader.
Svensson är representerad med verk på bland annat Minneapolis Institute of Art, Bradford City Art Gallery, British Museum i London, Kabinet der Graphic i Varna, Malmö Museum, , Moderna museet, Kalmar konstmuseum, Nationalgalleriet för konst i Sofia, Skissernas museum i Lund, International Graphic Museum, 15 of May City, Egypten, Museo de la Solidaridad Salvador Allende i Santiago och Museo Civico i Cremona.
Svensson hade separatutställningar på bl.a. Nationalmuseum i Stockholm, Konstfrämjandet i Örebro, Karlskrona Konsthall, Grafikens hus i Mariefred, Galleri Astley i Uttersberg och Grafiska sällskapet i Stockholm.
Han deltog i samlingsutställningar på bl.a. International Triennial, Exhibition of Prints i Kochi i Japan, Grafiktriennal XII i Stockholm, Small Forms of Graphic Art i Łódź i Polen, International Print Triennial i Cracow i Polen, Itinerari Grafici i Este i Italien, International Print Trienniale i Giza i Egypten, First International Small Engraving Exhibition i Cremona i Italien, Malmö Konstmuseum och Grafiktriennalen på Liljevalchs i Stockholm.
Per Svensson är gravsatt i minneslunden på Hyllie kyrkogård i Malmö.